# Ostrowy Baranowskie
Ostrowy Baranowskie – wieś w Polsce położona w województwie podkarpackim, w powiecie kolbuszowskim, w gminie Cmolas.
W latach 1975–1998 miejscowość administracyjnie należała do województwa rzeszowskiego.

## Części wsi
| SIMC    | Nazwa      | Rodzaj    |
| ------- | ---------- | --------- |
| 0646802 | Chlistawy  | część wsi |
| 0646819 | Góry       | część wsi |
| 0646825 | Kąciki     | część wsi |
| 0646831 | Lasek      | część wsi |
| 0646848 | Poręby     | część wsi |
| 0646854 | Stara Wieś | część wsi |

## Nazwy obiektów fizjograficznych
- las - Duże Grzywy, Jaźwiana Góra, Jesienne, Knieje, Lisie Góry, Małe Grzywy, Mostki, Osiczyny, Radzwany, Smarkata, Świerczyny, Traczka, Załuże,
- pole - Smulówka, Zastajnie,
- pastwisko - Błonie,
- łąka - Jemielita, Rapówka, Smulówka, Świerczyny, Wyprawa,
- rzeka - Kanał.